# Картава Іван Єлизарович
Іван Єлізарович Картава (нар. 11 листопада 1893 — пом. 24 березня 1973) — український медик, лікар-хірург. Рятував людей під час Голодомору в Україні 1932–1933 років.

## Біографія
Народився 1893 року у бідній багатодітній селянській сім'ї. Закінчив Херсонську чоловічу гімназію (тепер школа-гімназія №20 імені Б. А. Лавреньова), Одеський медичний інститут.
Лікарську діяльність розпочав у роки Першої світової війни. Тоді зробив перші кроки у хірургії. Згодом став багатостороннім хірургом не тільки у загальній хірургії, а й в ортопедо-травматології, гінекології, оториноларингології, оволодів усіма методами знеболювання.
В 1929 році Іван Єлизарович Картава очолив Березнегуватську районну лікарню. За складних умов розрухи після громадянської війни зміцнив і розширив матеріальну базу медичного закладу, а також кадри лікарів та середнього медичного персоналу. В 1931 році домігся електрифікації лікарні. В 1935 році на території лікарні була пробурена артезіанська свердловина і проведено водопровід, створене підсобне господарство, що забезпечувало хворих якісними м'ясо-молочними продуктами. До кінця 30-х років XX століття було завершено спорудження поліклініки, терапевтичного, фізіотерапевтичного корпусів, солярію для хворих на туберкульоз кісток та суглобів, закладено парк, створено рентген-кабінет, пункт переливання крові, пологове відділення.
Після початку німецько-радянської війни, Іван Єлізарович очолив військовий евакогоспіталь, що формувався у Херсоні. Воював у складі Третього Українського фронту.
Після війни Іван Єлизарович повернувся в Березнегувате. Доклав багато зусиль для відбудови, зруйнованої під час війни лікарні. В 1948 році почали приймати хворих фізіотерапевтичний і рентгенівський кабінети, ще через декілька років — кабінет функціональної медицини, зубопротезний кабінет. Лабораторія лікарні була оснащена глюкометром, електрофотокалориметром та іншою апаратурою. Лікарню телефонізували. В 1958 році почав діяти пункт швидкої допомоги для виїзду в села району.
В 1956 році головний лікар І. Є. Картава вийшов на пенсію, але продовжував працювати хірургом до 1962 року.
Завдяки його майстерності скромна сільська лікарня стала одним із провідних центрів хірургії на півдні України. З різних точок Радянського Союзу приїздили в Березнегувате безнадійні хворі. Його називали «Березнегуватським Платоном Кречетом».
Похований в м. Херсоні на головній алеї Комишанського кладовища. На могилі встановлено мармуровий пам'ятник — Іван Єлізарович Картава в білому халаті (за іншими даними, в Херсоні, у склепі на старому цвинтарі біля заводу імені Петровського поховані дружина і син Івана Єлизаровича, а сам лікар похований в Євпаторії). В приміщенні Березнегуватської районної лікарні встановлено погруддя головного лікаря цього закладу з 1929 по 1956 роки.

## Нагороди
Нагороджений орденами Червоної Зірки та Вітчизняної війни, медалями «За бойові заслуги», «За відвагу».

## Родина
З двох дітей Івана Картави, син став корабелом, дочка — лікарем. Син, Картава Олександр Іванович став заступником ректора з навчальної частини Миколаївського кораблебудівного інституту. Онук, Сергій Федорович Багненко — директор Санкт-Петербурзького НДІ швидкої допомоги імені І. І. Джанелідзе, член-кореспондент РАМН, доктор медичних наук, професор, автор 300 наукових праць, 11 монографій, 5 патентів, головний хірург Північно-Західного федерального округу.

## Доброчинність в роки Голодомору
Під час Голодомору в Україні 1932–1933 років, за свідченням Грінченко Килини Іларіонівни, побачивши її, восьмирічну дівчинку, виснажену і з опухлими від голоду ногами, поклав у лікарню та годував. Також допоміг вижити іншим хворим, продовжуючи їм перебування у лікарні, де надавалося харчування. Ділився з хворими харчами з власного пайка.